# Oscoda County
Oscoda County ist ein County im Bundesstaat Michigan der Vereinigten Staaten. Der Verwaltungssitz (County Seat) ist Mio. Das U.S. Census Bureau hat bei der Volkszählung 2020 eine Einwohnerzahl von 8219 ermittelt.

## Geographie
Das County liegt im mittleren Nordosten der Unteren Halbinsel von Michigan, ist im Osten etwa 55 km vom Lake Huron, einem der 5 Großen Seen, entfernt und hat eine Fläche von 1480 Quadratkilometern, wovon 17 Quadratkilometer Wasserfläche sind. Es grenzt im Uhrzeigersinn an folgende Countys: Montmorency County, Alcona County, Ogemaw County und Crawford County.

## Geschichte
Oscoda County wurde 1840 aus Teilen des Mackinac County und freiem Territorium gebildet. Benannt wurde es von Henry Schoolcraft nach einem Wort aus der indianischen Sprache.
Ein Gebäude des Countys ist im National Register of Historic Places eingetragen (Stand 27. Januar 2018), das Oscoda County Courthouse.

## Demografische Daten
Nach der Volkszählung im Jahr 2000 lebten im Oscoda County 9418 Menschen in 3921 Haushalten und 2717 Familien. Die Bevölkerungsdichte betrug 6 Einwohner pro Quadratkilometer. Ethnisch betrachtet setzte sich die Bevölkerung zusammen aus 97,82 Prozent Weißen, 0,08 Prozent Afroamerikanern, 0,71 Prozent amerikanischen Ureinwohnern, 0,07 Prozent Asiaten, 0,01 Prozent Bewohnern aus dem pazifischen Inselraum und 0,14 Prozent aus anderen ethnischen Gruppen; 1,16 Prozent stammten von zwei oder mehr Ethnien ab. 0,94 Prozent der Bevölkerung waren spanischer oder lateinamerikanischer Abstammung.
Von den 3.921 Haushalten hatten 25,3 Prozent Kinder unter 18 Jahren, die bei ihnen lebten. 58,1 Prozent waren verheiratete, zusammenlebende Paare, 7,5 Prozent waren allein erziehende Mütter und 30,7 Prozent waren keine Familien. 26,0 Prozent waren Singlehaushalte und in 12,7 Prozent lebten Menschen im Alter von 65 Jahren oder darüber. Die Durchschnittshaushaltsgröße betrug 2,39 und die durchschnittliche Familiengröße lag bei 2,85 Personen.
23,3 Prozent der Bevölkerung waren unter 18 Jahre alt. 5,6 Prozent zwischen 18 und 24 Jahre, 22,8 Prozent zwischen 25 und 44 Jahre, 28,0 Prozent zwischen 45 und 64 Jahre und 20,2 Prozent waren 65 Jahre oder älter. Das Durchschnittsalter betrug 44 Jahre. Auf 100 weibliche Personen kamen 96,4 männliche Personen. Auf 100 Frauen im Alter von 18 Jahren und darüber kamen statistisch 95,3 Männer.
Das jährliche Durchschnittseinkommen eines Haushalts betrug 28.228 US-Dollar, das Durchschnittseinkommen einer Familie 32.225 USD. Männer hatten ein Durchschnittseinkommen von 30.013 USD, Frauen 20.202 USD. Das Prokopfeinkommen betrug 15.697 USD. 10,3 Prozent der Familien und 14,6 Prozent der Bevölkerung lebten unterhalb der Armutsgrenze.